# اووه ینسن
اووه ینسن (دانمارکی: Ove Jensen; ۷ نوامبر ۱۹۱۹ – ۲۲ آوریل ۲۰۱۱) بازیکن فوتبال اهل دانمارک بود.
وی همچنین در تیم‌های ملی فوتبال زیر ۲۱ سال دانمارک و دانمارک بازی کرده‌است.